# یواس‌اس اوریون (ای‌سی-۱۱)
یواس‌اس اوریون (ای‌سی-۱۱) (به انگلیسی: USS Orion (AC-11)) یک کشتی بود که طول آن ۵۳۶ فوت (۱۶۳ متر) بود. این کشتی در سال ۱۹۱۲ ساخته شد.